# Newark FC
Newark Football Club is een voormalige Amerikaanse voetbalclub uit Newark, New Jersey. De club werd opgericht in 1897 en opgeheven in 1915. De club speelde zeven seizoenen in de National Association Football League. Hierin werd eenmaal het kampioenschap behaald.

## Erelijst
- National Association Football League
  - Winnaar (1): 1908
- New York and District Amateur Association Football League
  - Winnaar (1): 1912